# كلايد أ. توماسون
كلايد أ. توماسون (بالإنجليزية: Clyde A. Thomason)‏ هو عسكري أمريكي، ولد في 23 مايو 1914 في أتلانتا في الولايات المتحدة، وتوفي في 17 أغسطس 1942 في Butaritari ‏ في كيريباتي.